# Dominik Olejniczak
Dominik Olejniczak (Toruń, 1º luglio 1996) è un cestista polacco.

## Carriera
Con la Polonia ha disputato i Campionati mondiali del 2019 e i Campionati europei del 2022.